# Hogna maruana
Hogna maruana är en spindelart som först beskrevs av Roewer 1960.  Hogna maruana ingår i släktet Hogna och familjen vargspindlar.
Artens utbredningsområde är Kamerun. Inga underarter finns listade i Catalogue of Life.